# 福州地理

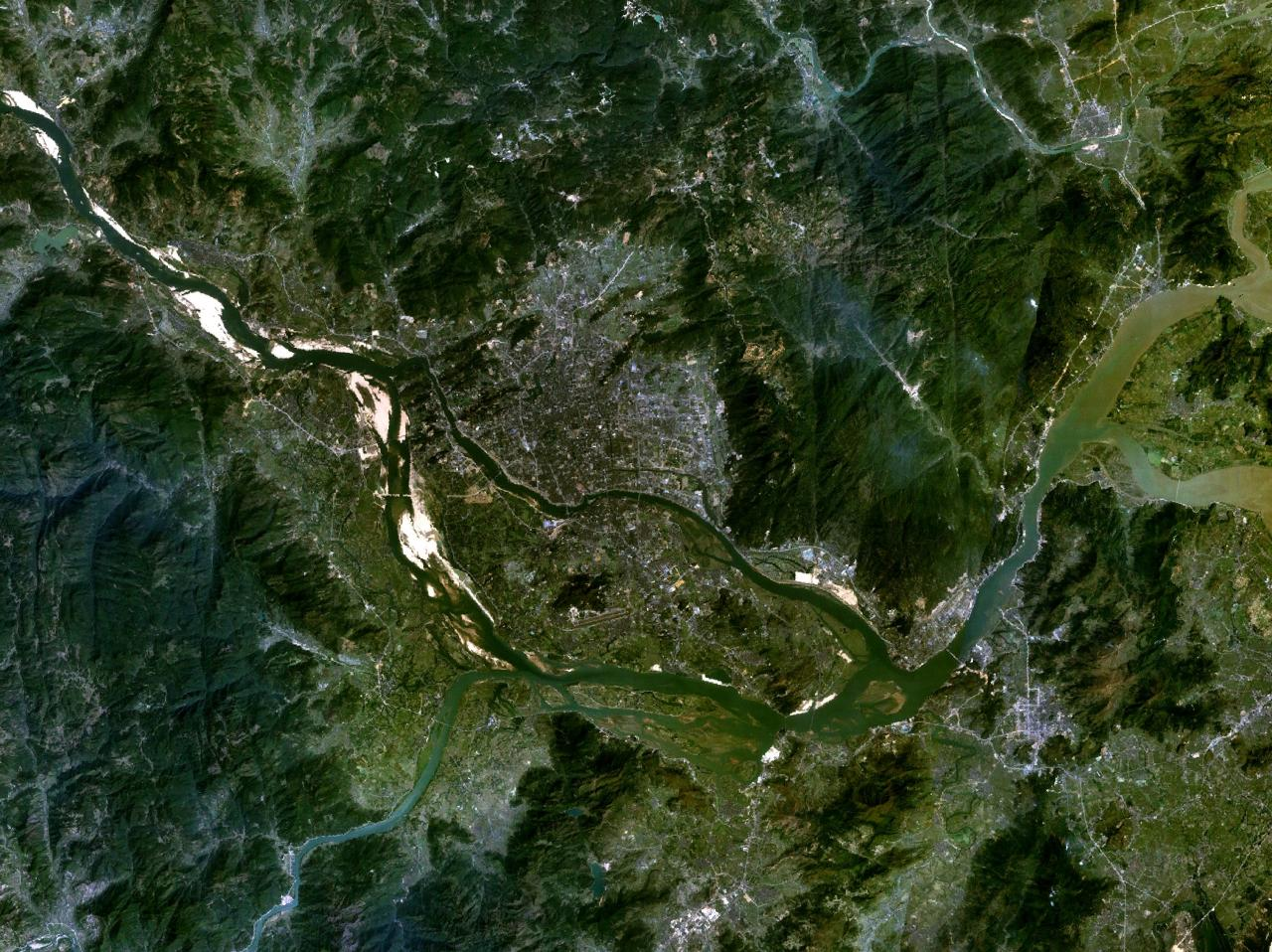
福州平原的卫星图

福州位于中国大陆东南部，福建东部的闽江口地区。其位置在东经118°08’～120°31’，北纬25°15’～26°29’之间。东部隔台湾海峡与台湾台北市相望，南部与泉州市和莆田市，西部与三明市，北部与南平市和宁德市分别接壤。

## 地形
福州西部有鹫峰山—戴云山脉，東面则是台湾海峡，境内地势自西向東依次下降。地貌类型自西向東依次由中山而至低山而较高的丘陵而至台地平原最后则是大海。全市总面积12,154平方公里，其中山地丘陵面积占福州总面积的72.68％,在闽江、鳌江和龙江下游及山区盆地有多片小平原。闽江自西北向东南方向横切山脉，造成福州境内峡谷幽深，江面狭窄而且水流湍急，自安仁溪口以下，河谷逐渐开阔，水流平缓东流，最后至福州盆地形成福州境内最大的福州平原。在福州平原周围，分别东有鼓山、西有旗山、南有五虎山、北有莲花峰环绕，其海拔多在600～1000米之间，因此地貌上也是一个典型的河口盆地。另外在鳌江和龙江下游以及山区盆地也有较多小平原。
福州海岸线漫长曲折，北起罗源县与宁德市交界处的井水，南至福清市与莆田市交界处的江口镇，多属基岩海岸，由北至南跨越了罗源湾、闽江口、福清湾和兴化湾等四个港湾，其中大陆海岸线长920公里，海岛海岸线长390公里。

## 自然资源
福州的矿产主要以叶腊石、花冈石、硅砂等非金属矿为主，福州也是寿山石主要出产地。全市森林覆盖率达54.8%左右，是中国三大林业基地之一。福州有着丰富的温泉资源，全市市区地热总储量达9800立方米，是中国最大的市区温泉和三大温泉区之一，市区的温泉带位于城区东北部，北起树兜南至王庄，西起五一路东至六一路的温泉带，南北长5公里，东西宽1公里，面积达5平方公里，温泉出露带面积约占福州市面积的7%，而且水质优良，邻区还有桂湖、洪塘、宏屿、浦口等温泉分布。

## 海洋
福州海域总面积11.09万平方公里，海岸线总长1137公里，占福建省岸线总长的三分之一。沿海多天然良港，可兴建1～20万吨深水泊位的天然良港有100多个：福清湾、罗源湾、兴化湾是中国少有的深水港湾。东部沿海的海坛岛面积251.4平方公里，是福建第一大岛，中国第五大岛。岛上的三十六脚湖，湖面积达2.1平方公里，是福建第一大天然淡水湖。其它较大的岛屿有江阴岛（已经连陆为江阴半岛）、琅歧岛、粗芦岛、川石岛、大练岛等。有海洋鱼类500多种。